# 성남 대광사 경율이상
경율이상은 대한민국 경기도 성남시 분당구 구미동 대광사에 있는 책이다. 2011년 10월 4일 경기도의 유형문화재 제263호로 지정되었다.

## 지정 사유
고려시대 분사대장도감에서 판각되어 현재 해인사 판전에 보존되어 있는 경판에서 조선 전기에 후인(後印)된 판본으로 보인다. 현재 이보다 조금 앞서 후인된 접장본 2점이 보물로 지정되어 있으므로 유형문화재로 지정할 만한 가치가 인정된다.

## 참고 문헌
- 경율이상1책권1-6 - 국가유산청 국가유산포털